# Heartlanders de l'Iowa
Les Heartlanders de l'Iowa sont une franchise de hockey sur glace de l'ECHL basée à Coralville dans l'État de l’Iowa aux États-Unis.

## Historique
Le 17 septembre 2020, le propriétaire majoritaire des Growlers de Terre-Neuve, Dean MacDonald, par l'intermédiaire de son groupe Deacon Sports and Entertainment, conclut un accord avec la ville de Coralville pour placer une équipe ECHL dans l'Xtream Arena. Le 12 janvier 2021, l'équipe est approuvée par la ligue pour disputer la saison 2021-2022. En mars 2021, l'équipe annonce que l'ancien commissaire de la ECHL, Brian McKenna, est nommé premier président.
Le nom de l'équipe ainsi que le logo sont annoncés le 21 mai 2021. Le 17 juin 2021, les Heartlanders annoncent qu'ils deviennent le club-école du Wild du Minnesota de la Ligue nationale de hockey et du Wild de l'Iowa de la Ligue américaine de hockey.
Le 27 juillet 2021, Gerry Fleming est nommé premier entraîneur-chef, puis le 8 septembre, Jake Linhart devient le premier joueur à signer un contrat avec la franchise. Le 11 novembre, il est annoncé que Kris Bennett sera le premier capitaine de l'organisation, ses assistants seront Jake Linhart et Riese Zmolek.
Au cours de la saison 2021-2022, la franchise annonce que l'entraîneur-chef Gerry Fleming ainsi que l'entraîneur-adjoint Derek Damon sont promus en tant que directeur général et directeur général adjoint tout en conservant leurs responsabilités d'entraîneurs.
Après la première saison des Heartlanders, Fleming quitte l'organisation pour aller travailler en Europe. Derek Damon qui était alors entraîneur-adjoint et directeur général adjoint est promu et devient le deuxième entraîneur-chef et directeur général de l'histoire de l'équipe. Au début de la saison 2022-2023, Riese Zmolek est nommé capitaine de l'équipe suite au départ de Kris Bennett.
Au début de la saison 2023-2024, l'équipe nomme un nouveau capitaine, le troisième de la franchise, en Kevin McKernan. McKernan était un des capitaines adjoints lors de la saison précédente.
Lors de la saison 2024-2025, c'est l'attaquant japonais Yuki Miura qui est nommé quatrième capitaine de l'organisation. Miura qui débute sa quatrième saison avec les Heartlanders est le premier joueur japonais à être nommé capitaine d'une équipe de l'ECHL. Au moment de sa nomination, il est également le joueur ayant joué le plus de parties avec l'équipe.
À la suite de la saison 2024-2025, l'équipe accède pour une première fois aux séries éliminatoires, ils sont défaits par les Komets de Fort Wayne en sept matchs. Derek Damon, qui était l'entraîneur-chef et le directeur général durant les trois dernières saisons, démissionne après avoir été nommé président et entraîneur-chef des Buccaneers de Des Moines. Le 17 juin 2025, Chuck Weber est nommé comme nouvel entraîneur. Weber avait passé les sept dernières saisons comme un entraîneur-adjoint des Engineers de RPI dans l'ECAC Hockey. Weber a précédemment gagné deux coupes Kelly avec les Cyclones de Cincinnati et a déjà été nommé entraîneur de l'année dans la ECHL.

## Statistiques
| No | Saison    | PJ | V  | D  | N | DP | DTB | BP  | BC  | Pts | Classement                  | Séries éliminatoires | Entraîneur    |
| -- | --------- | -- | -- | -- | - | -- | --- | --- | --- | --- | --------------------------- | -------------------- | ------------- |
| 1  | 2021-2022 | 72 | 29 | 33 | 0 | 9  | 1   | 229 | 263 | 68  | 7e place, division Centrale | Non qualifiés        | Gerry Fleming |
| 2  | 2022-2023 | 72 | 22 | 36 | 0 | 13 | 1   | 189 | 256 | 58  | 7e place, division Centrale | Non qualifiés        | Derek Damon   |
| 3  | 2023-2024 | 72 | 27 | 37 | 0 | 6  | 2   | 186 | 250 | 62  | 7e place, division Centrale | Non qualifiés        | Derek Damon   |
| 4  | 2024-2025 | 72 | 36 | 25 | 0 | 7  | 4   | 201 | 207 | 83  | 3e place, division Centrale | 3-4 Komets           | Derek Damon   |

## Joueurs

### Capitaines
- 2021-2022 : Kris Bennett[8]
- 2022-2023 : Riese Zmolek[11]
- 2023-2024 : Kevin McKernan[12]
- depuis 2024 : Yuki Miura[19]

### Numéros retirés
Dans l'ECHL, les joueurs peuvent être honorés de plusieurs manières, l'une d'entre elles étant interne à l'équipe. Ainsi, il est de tradition d'honorer un ancien joueur de l'effectif en décidant de retirer son numéro. Aucun autre joueur ne peut alors porter le numéro en question et une réplique de son maillot est accrochée au plafond de la patinoire.
Les Heartlanders n'ont retirés aucun numéro jusqu'à maintenant.

### Meilleurs pointeurs
Cette section présente les statistiques des cinq meilleurs pointeurs de l’histoire des Heartlanders. Les points comptabilisés ne concernent que ceux inscrits sous le maillot de l'Iowa.
| Joueur            | PJ  | B  | A  | Pts |
| ----------------- | --- | -- | -- | --- |
| Yuki Miura        | 251 | 54 | 71 | 125 |
| Zachery White     | 123 | 38 | 53 | 91  |
| Kris Bennett      | 50  | 35 | 38 | 73  |
| Ryan Kuffner      | 41  | 18 | 46 | 64  |
| William Calverley | 99  | 24 | 35 | 59  |

## Dirigeants

### Entraîneurs-chef
| No | Nom           | Engagement      | Départ         | Saison régulière | Saison régulière | Saison régulière | Saison régulière | Saison régulière | Séries éliminatoires | Séries éliminatoires | Séries éliminatoires | Séries éliminatoires | Remarques |
| No | Nom           | Engagement      | Départ         | PJ               | V                | D                | DP               | % V              | PJ                   | V                    | D                    | % V                  | Remarques |
| -- | ------------- | --------------- | -------------- | ---------------- | ---------------- | ---------------- | ---------------- | ---------------- | -------------------- | -------------------- | -------------------- | -------------------- | --------- |
| 1  | Gerry Fleming | 27 juillet 2021 | 5 juillet 2022 | 72               | 29               | 33               | 10               | 40,2             | -                    | -                    | -                    | -                    |           |
| 2  | Derek Damon   | 5 juillet 2022  | 12 mai 2025    | 216              | 85               | 98               | 33               | 39,3             | 7                    | 3                    | 4                    | 63,3                 |           |
| 3  | Chuck Weber   | 17 juin 2025    |                |                  |                  |                  |                  |                  |                      |                      |                      |                      |           |

### Directeurs généraux
| No | Nom           | Engagement      | Départ         | Remarques |
| -- | ------------- | --------------- | -------------- | --------- |
| 1  | Gerry Fleming | 11 mai 2022     | 5 juillet 2022 |           |
| 2  | Derek Damon   | 5 juillet 2022  | 12 mai 2025    |           |
| 3  | Chuck Weber   | 17 juillet 2025 |                |           |

## Équipes affiliées
Les Heartlanders, comme les autres équipes de la ECHL, peuvent être affiliées à des équipes de la Ligue nationale de hockey et de la Ligue américaine de hockey, les Heartlanders servant de club-école pour les deux autres organisations.
- depuis 2021 : Wild du Minnesota (LNH) et Wild de l'Iowa (LAH)